# Aún (canción)
«Aún» es una canción interpretada por la banda mexicana de rock Coda, que está incluida en su segundo álbum de estudio Veinte para las doce (1995) y lanzada como sencillo principal por las discográficas Epic, Sony Music Mexico y sony Latin.

## Origen y significado
La canción fue escrita por Allen Meneses, David Rosas, Ernesto Orozco, Jesus Marquez y Salvador Hurtado, y la letra habla de añorar y recordar a alguien, y expresa sentimientos de tristeza, soledad y la persistencia de la nostalgia.

## Lista de canciones

### CD - Promo[5]
| Aún — Single |        |          |  |
| N.º          | Título | Duración |  |
| 1.           | «Aún»  | 4:55     |  |

## Posiciones en las listas
| Listas (1995)                             | Posición |
| ----------------------------------------- | -------- |
| Estados Unidos Billboard Hot Latin Tracks | 18       |
| México Top 100                            | 67       |

## Premios y nominaciones
| Año  | Publicación          | País          | Lista                                               | Puesto |
| ---- | -------------------- | ------------- | --------------------------------------------------- | ------ |
| 2009 | Rock en las Américas | Latinoamérica | Las 120 mejores canciones del rock hispanoamericano | 74°    |